# Newton Martin Curtis
Newton Martin Curtis (21 mai 1835 - 8 janvier 1910) est un officier de l'Union pendant la guerre de Sécession et membre de la chambre des représentants des États-Unis de New York.

## Avant la guerre
Curtis naît à De Peyster. Après avoir obtenu son diplôme du Gouverneur Wesleyan Seminary, Curtis devient professeur, avocat et receveur des Postes de De Peyster. Dans l'année précédant la guerre de Sécession, il travaille en tant que fermier.
Curtis est d'une stature impressionnante de 2 mètres et pèse 102 kilogrammes. Sa taille hors norme pour l'époque, pousse même Abraham Lincoln à lancer en boutade, « M. Curtis, comment savez-vous quand vos pieds sont froids ? » Sa stature est devenue un sujet de préoccupation pour sa famille lorsque la guerre de Sécession débute, car ils estiment qu'il serait sûrement une cible facile pour les balles ennemies.

## Guerre de Sécession
Le 15 mai 1861, Curtis s'engage comme volontaire dans l'armée de l'Union en tant que capitaine dans la compagnie G du 16th New York Infantry. Il combat lors de la campagne de la Péninsule et est blessé dans un engagement mineur à West Point, en Virginie. Le 23 octobre 1862, il est transféré dans le 142nd New York Volunteer Infantry, servant en tant que lieutenant colonel, jusqu'à sa promotion en colonel le 21 janvier 1865. En tant que commandant du 142nd New York Infantry, il combat lors de la campagne de Bermuda Hundred de mai 1864. Il prend le commandement de la première brigade de la deuxième division du X Corps, pendant le siège de Petersburg. Curtis reçoit un brevet de brigadier général le 28 octobre 1864, pour ses actions lors de la bataille de New Market Heights.
Sa brigade fait partie de l'expédition contre le fort Fisher en décembre 1864. La brigade de Curtis est parmi les quelques troupes à aller à terre mais la première attaque contre le fort Fisher est contre-carrée. Il prend part à la deuxième attaque en janvier 1865, au cours de laquelle sa brigade joue un rôle clé dans la victoire de l'Union. Pendant les combats, une suggestion de se retrancher atteint Curtis. Il saisit en colère une poignée de pelles, et les jette sur la traverse en criant « creuser des Johnnies ! Je viens pour vous ! ». Curtis tient sa promesse et continue l'attaque. Il est blessé à la tête de sa brigade et reçoit une promotion de brigadier général des volontaires et reçoit également une médaille d'honneur. Il reste dans l'armée jusqu'en janvier 1866, recevant un brevet de major général des volontaires, le 13 mars 1865.

## Carrière politique
Après la guerre, Curtis est collecteur des douanes dans le district d'Oswegatchie, New York, en 1866, puis agent spécial pour le département du Trésor des États-Unis de 1867 à 1880. Il est au département de la Justice de 1880 à 1882. Il est membre de l'assemblée de l'État de New York (St. Lawrence Co., 1st D.) en 1884, 1885, 1886, 1887, 1888, 1889 et 1890.
Curtis est élu républicain au 52ème congrès pour combler le poste laissé vacant par la démission de Leslie W. Russell. Il est réélu au 53ème et au 54ème congrès, tenant le poste du 3 novembre 1891 au 3 mars 1897. Il est président du comité de la Chambre pour l'élection du président, du vice-président et des représentants au Congrès (54ème Congrès).

## Plus tard dans la vie et mémoire
Il écrit un livre intitulé From Bull Run to Chancellorsville, publié en 1906. En 1910, il est l'adjoint de l'inspecteur général de la maison nationale pour les soldats volontaires invalides. Il meurt à New York et est enterré dans le cimetière de Ogdensburg à Ogdensburg, New York, où se trouve une statue en son honneur.
Le camp général Newton Martin Curtis n° 142 des fils des vétérans de l'Union de la guerre des Sécession est nommé selon Curtis.

## Citation de la médaille d'honneur
« Lors de la deuxième bataille de fort Fisher : premier homme à passer à travers la palissade, il a personnellement dirigé chaque assaut sur les traverses et a été blessé plus de 4 fois. »